# Breg ob Kokri
Breg ob Kokri je vas v Občini Preddvor.
Strnjeno pozidana vas leži na ravnini na nadmorski višini 453 m in je dostopna iz Preddvora ali Bele. Prebivalci se ukvarjajo pretežno s kmetijstvom in živinorejo.
Vas je bila prvič omenjena v 12. stoletju v listini, s katero je grof Bertold iz Kamnika podaril vetrinjskemu samostanu posest od »sedmih studencev ob Kokri do Brega«.

## Cerkev svetega Lenarta
Ob vaškem robu stoji cerkev sv. Lenarta, najpomebnejši objekt v naselju. Notranjost cerkve je eden od najbolje ohranjenih srednjeveških ambientov na Gorenjskem. 
Cerkveno ladjo kvadrataste oblike zaključuje poslikan zgodnjegotski slavolok, za njim pa je bogato poslikan šestdelni rebrasti svod kranjskega prezbiterija. Na slavoloku so freske (Sv. Lenart osvobaja jetnike in Sv. Miklavž obdarja neveste). Zelo lepa je tudi podoba Jurija v boju z zmajem. Stenske slike v prezbiteriju predstavljajo: Kristus v mandorli, simboli evangelistov, cerkveni očetje, Adam in Eva, preroki, apostoli, Pasijon, Barbara, Katarina in Veronikin prt. Slike so delo furlanskih mojstrov iz okoli leta 1400.
Posebnost cerkve je lesen strop iz leta 1480, razdeljen na 30 polj in figuralno okrašen z raznimi scenami iz življenja Kristusa in Marije. Okoli leta 1470 – 1480 jih je naslikal mojster iz Seničnega. Je edini te vrste na slovenskem. Pod lesenim stropom so leta 1971 našli poznogotski poslikan strop s prizori iz Kristusovega življenja. Cerkev ima dve slikani okni, danes kopiji, ker sta bila originala nedavno ukradena.
Veliki oltar je iz leta 1877, delo Šubičeve delavnice in je trenutno odstranjen. Ob straneh sta dva zgodnje baročna »zlata« oltarja sv. Ane in Hieronima iz druge polovice 17. stoletja. Sta bogato izrezljana in poslikana.
Na fasadi so se ohranili deli fresk istrskega mojstra iz druge polovice 15. stoletja.
- Cerkev sv. Lenarta v Bregu ob Kokri
- Detajl lesenega stropa
- Slavolok, v ozadju prezbiterij
- Sv. Jurij v boju z zmajem
- Slikano okno v prezbiteriju